# عمر رودبرگ
عمر خوسوئه رودبرگ (اسپانیایی: Omar Josué Rudberg‎؛ زادهٔ گنزالس در ۱۲ نوامبر ۱۹۹۸) خواننده، ترانه‌پرداز و بازیگر ونزوئلایی-سوئدی است. او فعالیت حرفه‌ای خود در عرصهٔ موسیقی را در سال ۲۰۱۳ به‌عنوان عضو گروه پسرانهٔ سوئدی اف‌اوانداو آغاز کرد و پس از آن در سال ۲۰۱۸ فعالیت انفرادی خود را شروع کرد. رودبرگ در سطح بین‌المللی بیشتر برای ایفای نقش سایمون اریکسون در مجموعهٔ نتفلیکس، جوانان سلطنتی (۲۰۲۱–۲۰۲۴) شناخته می‌شود.

## زندگی اولیه
عمر خوسوئه رودبرگ با نام هنگام تولد عمر خوسوئه گنزالس در ۱۲ نوامبر ۱۹۹۸ در اناکو، ونزوئلا به دنیا آمد. در شش سالگی به همراه مادرش، ویلنور، به سوئد مهاجرت کرد. مادر او با یک مرد سوئدی به نام توماس رودبرگ ازدواج کرد و عمر نیز نام خانوادگی ناپدری‌اش را برگزید.
در ژوئن ۲۰۲۳، رودبرگ در برنامهٔ رادیویی سوئدی تابستان در پی۱ دربارهٔ دوران کودکی‌اش در ونزوئلا، دشواری‌های مهاجرت به سوئد، کشمکش با هویت و حس تعلق، و چالش‌هایی که در نتیجهٔ آزارهای نژادپرستانه و همجنس‌هراسانه و همچنین علاقه‌اش به اجرا تجربه کرده بود، سخن گفت. او همچنین دربارهٔ پیوندش با موسیقی، تجربه‌هایش در صنعت سرگرمی در نوجوانی، ورودش به بازیگری و اهمیت وفادار ماندن به خود در مواجهه با شهرت صحبت کرد. گفت‌وگوی او در آن برنامه با استقبال مثبت مخاطبان و منتقدان مواجه شد و به دلیل صداقت و روایت شخصی‌اش مورد تحسین قرار گرفت.
در سال ۲۰۱۰، رودبرگ در فصل چهارم برنامهٔ تلنگ، نسخهٔ سوئدی گات تلنت، شرکت کرد.